# Taxithelium subintegrum
Taxithelium subintegrum là một loài rêu trong họ Sematophyllaceae. Loài này được Broth. & Dixon mô tả khoa học đầu tiên năm 1916.